# Mercredi rouge
Le Mercredi rouge est mouvement de protestation non structuré lancé en juillet 2013 au Bénin par certaines organisations de la société civile pour protester contre la réforme constitutionnelle voulue par le président Boni Yayi. Les partisans du mouvement se réunissent tous les mercredis en portant T-shirts, bracelets ou casquettes rouges.

## Contexte
Le Mercredi rouge est un mouvement social qui trouve ses racines dans une remise en cause de la révision de la Constitution initiée avril 2013,  par le président Boni Yayi pour briguer un troisième mandat lors de l'élection présidentielle de 2016. Il donne naissance en 2014 au parti Alternative citoyenne  créé par Rock David Gnahoui, Séraphin Agbangbata,  et Urbain Amègbédji Joseph Djogbenou,  et Orden Alladatin,  acteurs de la société civile est un des principaux initiateur de ce mouvement.
« “(…), le droit de grève a été refusé à certaines personnes, aujourd’hui quand vous n’êtes pas d’accord, vous ne pouvez pas le faire savoir, dans ce contexte là, nous, étant fondamentalement non violents, en attendant que la patience atteigne ses limites, nous avons estimé que c’était un moyen d’expression pour nous, nous qui ne sommes pas d’accord avec la manière dont le pays est gouverné. Il y a beaucoup d’objectifs à travers le mercredi rouge »
— Orden Alladatin, https://lanouvelletribune.info/2014/01/benin-orden-alladatin-parle-de-la-gouvernance-du-mercredi-rouge-video/
En dehors des opposants au régime du président Boni Yayi comme  le mouvement Alternative citoyenne (AC), les centrales syndicales, certains membres du parti communiste du Bénin, le groupe des manifestants est composé des fonctionnaires, des commerçants ou salariés du secteur privé.

## Déroulement
Mobilisés à travers Facebook, plusieurs centaines personnes sont dans les rues de Cotonou pour des manifestations strictement encadrées au cours desquelles plusieurs personnes ont été arrêtés pour trouble à l’ordre public. Il s'agit de un des leaders Gaston Zossou  un ancien ministre de la Communication, dont la maison est encerclée par les forces de l’ordre avant son interpellation. De même, 20 personnes sont arrêtées à Porto-Novo pour avoir porté le rouge .Vêtus d'une tenue en couleur rouge ou disposant un insigne rouge (cravate, nœud, bandeaux...), les manifestations contre la révision opportuniste et sans consensus de la constitutions 11 décembre 1990 est le plus grand motif de discorde. Cette revendication est étendue aussi à d’autres points notamment la mauvaise gouvernance, les privations de libertés, la faim, la cherté de la vie.